# 5214 Oozora
Az 5214 Oozora (ideiglenes jelöléssel 1990 VN3) a Naprendszer kisbolygóövében található aszteroida. A. Takahashi és Vatanabe Kazuró fedezte fel 1990. november 13-án.